# Задрже
Задрже (словен. Zadrže) је насељено место у општини Шмарје при Јелшах, Савињска регија, Словенија.

## Историја
До територијалне реорганизације у Словенији било је у саставу старе општине Шмарје при Јелшах.

## Становништво
У попису становништва из 2011., Задрже је имало 52 становника.
| Број становника према пописима | Број становника према пописима | Број становника према пописима |
| ------------------------------ | ------------------------------ | ------------------------------ |
| 1991                           | 2002                           | 2011                           |
| 224                            | 60                             | 52                             |

Напомена: Године 1995. смањено је за део насеља који је припојен насељу Шмарје при Јелшах.